# Новый (Ермекеевский район)
Новый (баш. Новый) — село в Ермекеевском районе Республики Башкортостан Российской Федерации. Входит в состав  Бекетовского сельсовета.

## География

### Географическое положение
Расстояние до:
- районного центра (Ермекеево): 35 км,
- центра сельсовета (Бекетово): 10 км,
- ближайшей ж/д станции (Приютово): 3 км.

## Население
| 2002 | 2009 | 2010 |
| ---- | ---- | ---- |
| 315  | ↗324 | ↘313 |

Национальный состав
Согласно переписи 2002 года, преобладающие национальности — русские (33 %), башкиры (28 %).